# Wiebesia callida
Wiebesia callida är en stekelart som först beskrevs av Grandi 1927.  Wiebesia callida ingår i släktet Wiebesia och familjen fikonsteklar. Inga underarter finns listade i Catalogue of Life.